# Gorra de Montehermoso

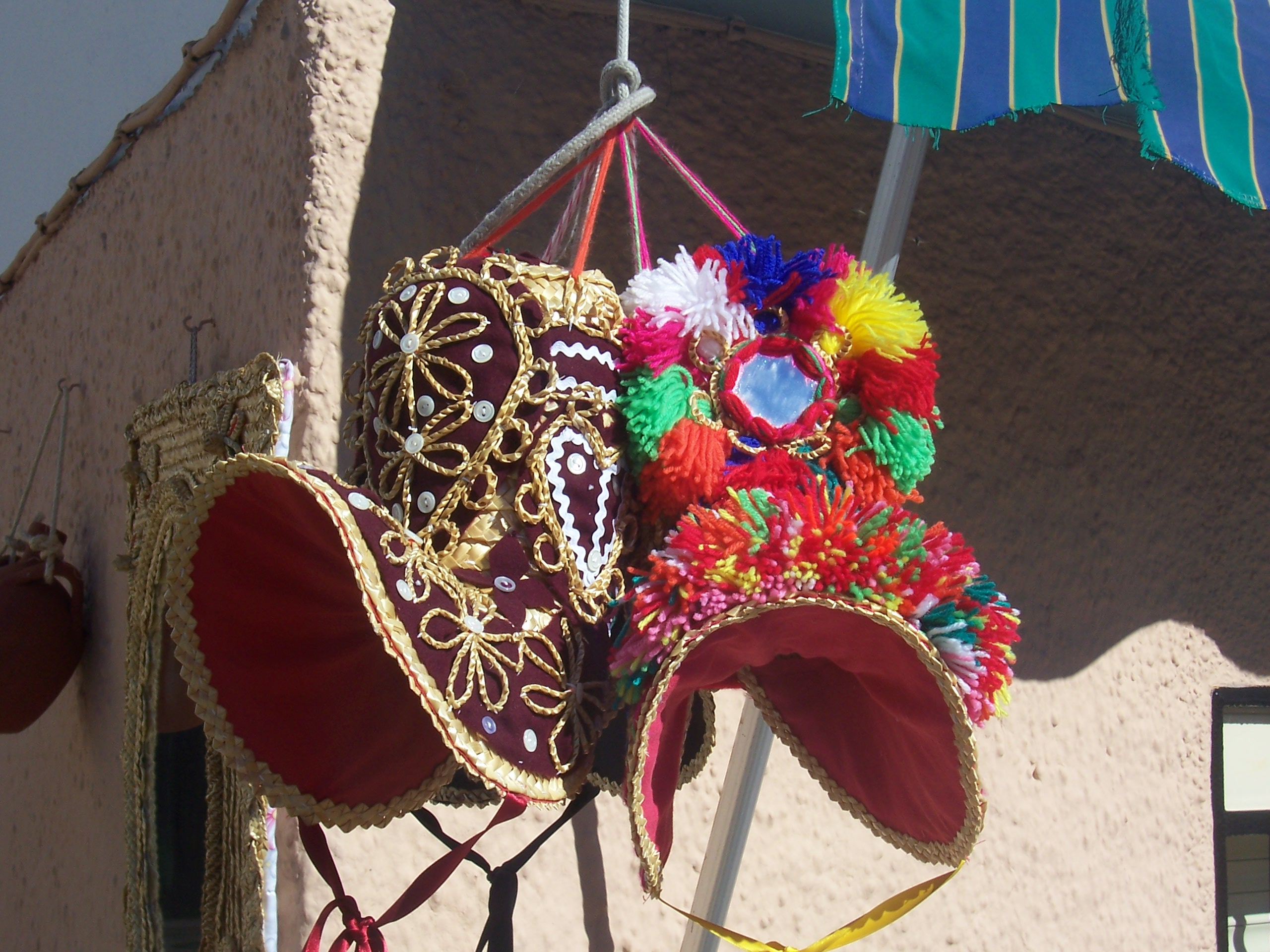
Gorras de Montehermoso de clavelera y galana, a la izquierda y derecha, respectivamente.

La Gorra de Montehermoso es una gorra de mujer hecha artesanalmente en la localidad española de Montehermoso. Es el principal símbolo de Montehermoso y uno de los principales de Extremadura. Existen tres tipos de gorra: galana, de clavelera y de luto. 
Estas gorras típicas aún son elaboradas por una tienda de artesanía de la localidad, perteneciente a María José González, única artesana reconocida que sigue con esta labor. Con tan solo 29 años y siendo la 4.ª generación de su familia, sigue adelante con esta bonita tradición.

## Origen
Según don Luis de Hoyos y su hija Nieves, el uso tradicional de sombreros de fibra vegetal trenzada por la mujer ha sido costumbre extendida en la mitad occidental de España, desde León hasta Huelva, y así podemos encontrar gorras del tipo de la de Montehermoso en zonas amplias de las provincias de Ávila, Salamanca, Segovia y Cáceres, realizadas principalmente con paja de centeno, que es más adaptable al trabajo de trenzado que otros materiales. Según ellos, esta práctica se inicia en épocas bastante antiguas, tal como lo atestiguan unos sombreros representados en una de las capillas de la catedral de Ávila, fechados en el siglo XV. En sintonía con estos datos, una infundada leyenda atribuye la introducción de la gorra en Montehermoso a "los moros", pero si buscamos testimonios de ello veremos que realmente no fue así. En realidad sabemos que hace algo más de un siglo, una artesana montehermoseña llamada Ana García Ruano creó la gorra por adaptación, dándole una forma más atractiva a un sombrero de paja plano que había llegado a este pueblo procedente de Villar de Plasencia, aunque seguramente originario de otro lugar; al menos esto es lo que le contó en 1928 Máxima Hernández García, hija de dicha artesana a la investigadora norteamericana Ruth Matilda Anderson. La primera representación que conocemos de la gorra montehermoseña data de un momento que coincide más o menos con esos datos;se trata de un dibujo aparecido en La Ilustración Española y Americana en 1888, y aparece con una forma algo más plana que la actual, con la copa en una posición más vertical y una ausencia casi total de decoración, asemejándose esta más a la de los tipos conocidos como "gorra de viuda".

## Elaboración
Las gorras de Montehermoso son elaboradas por varias artesanas montehermoseñas. Su confección es laboriosa. En primer lugar, tras sacar las pajas de los haces se mojan para que no se rompan durante su manipulación. Las pajas deben escogerse según su grosor: las más gruesas se usan para trenzar las gorras, las medianas para picarlas y las finas para el cordón.
La gorra se trenza con siete pajas, y hay que elaborar un trenzado de 12 a 14 metros para poder coserlo con la forma de la gorra.
Una vez cosida, solamente hay que añadirle los adornos, que son principalmente lanas de colores, botones de nácar, fieltro de colores y lentejuelas.

## Uso
Las gorras de Montehermoso formaban parte del antiguo traje típico, y era un elemento de trabajo que se usaba para protegerse del Sol durante las labores del campo. También se usaba en la romería de Valdefuentes y para vender los productos hortelanos en los mercados.

## Tipos de gorras
Existen tres tipos de gorra de Montehermoso:
- Gorra galana es la gorra que antiguamente utilizaban las mujeres más jóvenes. Tiene más adornos que las otras gorras y un espejo en el centro. Una leyenda la identifica como gorra utilizada por las mujeres solteras, pero carece de todo fundamento.
- Gorra de clavelera, con menos adornos que la galana y sin espejo, es la que utilizaban las mujeres de más edad o con un menor gusto por los adornos. Del mismo modo, se ha atribuido impropiamente su uso a las mujeres casadas.
- Gorra de luto, en negro, que usaban las mujeres de cualquier edad y estado para guardar luto. Solía ser usada por mujeres de la tercera edad independientemente de que estuviesen viudas o no.

Sobre el significado de las gorras de Montehermoso dice el novelista extremeño Víctor Chamorro en su novela El muerto resucitado: "Acuden mujeres con refajo y jubón negro, pañoletas bordadas y gorro montehermoseño con su espejito: himen de azogue que pregona si soltera, si casada, si viuda, según se encuentre intacto, roto o recubierto por un crespón".